# Chung kết Giải vô địch bóng đá nữ thế giới 1999
Trận chung kết Giải vô địch bóng đá nữ thế giới 1999 là trận đấu bóng đá diễn ra ngày 10 tháng 7 năm 1999, nhằm xác định nhà vô địch của giải bóng đá nữ thế giới năm 1999. Chủ nhà Hoa Kỳ và Trung Quốc cầm chân nhau với tỉ số 0 đều sau thời gian chính thức và hiệp phụ. Hoa Kỳ giành chiến thắng 5-4 trong loạt luân lưu.
Trận đấu được coi là một là một trong những sự kiện quan trọng của thể thao Mỹ. Nó diễn ra trước sự chứng kiến của trên 90.000 người hâm mộ và giữ kỷ lục là sự kiện thể thao nữ có nhiều người tới xem nhất. Hình ảnh Brandi Chastain ăn mừng cú sút luân lưu quyết định có mặt trên bìa tờ Sports Illustrated cũng là một trong những hính ảnh tiêu biểu của thể thao nữ Hoa Kỳ.

## Các đội dự trận chung kết
Trận đấu quy tụ hai thê lực bóng đá nữ thời điểm này. Hoa Kỳ là chủ nhân của chức vô địch World Cup đầu tiên và huy chương vàng bóng đá nữ Thế vận hội 1996. Trung Quốc giành huy chương bạc Thế vận hội 1996 và đánh bại Hoa Kỳ ở chung kết Cúp Algarve 1999. Hai đội có sự góp mặt của các cầu thủ ngôi sao của môn thể thao là Mia Hamm bên phía Mỹ và Tôn Văn bên phía Trung Quốc.
Hoa Kỳ mong đợi sẽ là đội đầu tiên, điều Trung Quốc không thể làm được tám năm trước tại World Cup 1991, cũng như là đội đầu tiên vô địch lần thứ hai. Trong khi đó Trung Quốc hướng tới chức vô địch thế giới đầu tiên. Họ cũng là đội châu Á đầu tiên tham dự một trận chung kết World Cup. Đây cũng là lần đầu không có một đội châu Âu nào trong trận đấu cuối cùng.

## Đường tới chung kết
| Đội               | Trận | T | H | B | BT | BB | HS  | Điểm |
| ----------------- | ---- | - | - | - | -- | -- | --- | ---- |
| Hoa Kỳ            | 3    | 3 | 0 | 0 | 13 | 1  | +12 | 9    |
| Nigeria           | 3    | 2 | 0 | 1 | 5  | 8  | −3  | 6    |
| CHDCND Triều Tiên | 3    | 1 | 0 | 2 | 4  | 6  | −2  | 3    |
| Đan Mạch          | 3    | 0 | 0 | 3 | 1  | 8  | −7  | 0    |

| Đội        | Trận | T | H | B | BT | BB | HS  | Điểm |
| ---------- | ---- | - | - | - | -- | -- | --- | ---- |
| Trung Quốc | 3    | 3 | 0 | 0 | 12 | 2  | +10 | 9    |
| Thụy Điển  | 3    | 2 | 0 | 1 | 6  | 3  | +3  | 6    |
| Úc         | 3    | 0 | 1 | 2 | 3  | 7  | −4  | 1    |
| Ghana      | 3    | 0 | 1 | 2 | 1  | 10 | −9  | 1    |

## Trận đấu

### Diễn biến
Trận đấu diễn ra ngày 10 tháng 7 năm 1999 trên sân Rose Bowl ở Pasadena, California. Hoa Kỳ và Trung Quốc hòa không bàn thăng trong thời gian thi đấu chính thức và cả hiệp phụ. Hoa Kỳ giành chiến thắng 5-4 trong loạt luân lưu. Chiến thắng giúp Hoa Kỳ có được danh hiệu thứ hai.
Trong suốt trận đấu cả hai đội đều không tạo ra nhiều cơ hội. Cơ hội được xem là đáng kể nhất đến trong hiệp phụ khi cú đánh đầu của Phạm Vận Kiệt bị Kristine Lilly cản phá.
Trong loạt luân lưu, Trung Quốc sút trước và thành công với cú dứt điểm của Tạ Huệ Lâm, còn Carla Overbeck của Mỹ cũng không mắc sai lầm. Ở loạt thứ hai, Khâu Hải Yến và Joy Fawcett đều sút thành công.
Lưu Anh là người sút quả thứ ba nhưng bị thủ môn Briana Scurry từ chối. Kristine Lilly giúp Hoa Kỳ vượt lên sau khi đánh bại Cao Hồng. Trương Âu Ảnh, Mia Hamm, và Tôn Văn sau đó đều làm tốt nhiệm vụ ở các quả đá penalty của mình, và Brandi Chastain là người giữ trọng trách sút quả quyết định. Chastain sút thành công và người Mỹ lên ngôi lần thứ hai trong sự sung sướng ngây ngất của các cầu thủ và cổ động viên.

### Chi tiết
| Hoa Kỳ                                       | 0–0 (h.p.) | Trung Quốc                                                    |
| -------------------------------------------- | ---------- | ------------------------------------------------------------- |
|                                              | Báo cáo    |                                                               |
| Loạt sút luân lưu                            |            |                                                               |
| Overbeck · Fawcett · Lilly · Hamm · Chastain | 5–4        | Tạ Huệ Lâm · Khâu Hải Yến · Lưu Anh · Trương Âu Ảnh · Tôn Văn |

| Hoa Kỳ |  | Trung Quốc |

|                  |    |                   |     |      |
|                  |    |                   |     |      |
| TM               | 1  | Briana Scurry     |     |      |
| HV               | 4  | Carla Overbeck    |     |      |
| HV               | 6  | Brandi Chastain   |     |      |
| HV               | 14 | Joy Fawcett       |     |      |
| HV               | 20 | Kate Sobrero      |     |      |
| TV               | 9  | Mia Hamm          |     |      |
| TV               | 10 | Michelle Akers    | 74' | 91'  |
| TV               | 11 | Julie Foudy       |     |      |
| TV               | 13 | Kristine Lilly    |     |      |
| TĐ               | 12 | Cindy Parlow      |     | 57'  |
| TĐ               | 16 | Tiffeny Milbrett  |     | 115' |
| Thay người:      |    |                   |     |      |
| TV               | 8  | Shannon MacMillan |     | 57'  |
| TV               | 7  | Sara Whalen       |     | 91'  |
| TV               | 15 | Tisha Venturini   |     | 115' |
| Huấn luyện viên: |    |                   |     |      |
| Tony DiCicco     |    |                   |     |      |

|                  |    |                |     |      |
|                  |    |                |     |      |
| TM               | 18 | Cao Hồng       |     |      |
| HV               | 3  | Phạm Vận Kiệt  |     |      |
| HV               | 12 | Ôn Lợi Dung    |     |      |
| HV               | 14 | Bạch Cát       |     |      |
| TV               | 2  | Vương Lệ Bình  |     |      |
| TV               | 6  | Triệu Lợi Hồng |     | 114' |
| TV               | 10 | Lưu Ái Linh    | 80' |      |
| TV               | 11 | Phổ Vĩ         |     | 59'  |
| TV               | 13 | Lưu Anh        |     |      |
| TĐ               | 8  | Kim Yên        |     | 119' |
| TĐ               | 9  | Tôn Văn        |     |      |
| Thay người:      |    |                |     |      |
| TĐ               | 7  | Trương Âu Ảnh  | 70' | 59'  |
| TV               | 15 | Khâu Hải Yến   |     | 114' |
| HV               | 5  | Tạ Huệ Lâm     |     | 119' |
| Huấn luyện viên: |    |                |     |      |
| Mã Nguyên An     |    |                |     |      |

| Trợ lý trọng tài: Ghislaine Labbe (Pháp) Ana Pérez (Peru) Trọng tài thứ tư: Katriina Elovirta (Phần Lan) |